# SafeLink Wireless
SafeLink Wireless es una empresa que ofrece un servicio compatible con Lifeline, operado por la empresa de TracFone. Lifeline es un programa de beneficios del gobierno que subsidia el servicio telefónico gratuito o con descuento, solo ofrecido a consumidores elegibles de bajos ingresos o discapacitados. El servicio no es transferible y está limitado a una línea telefónica Lifeline móvil o fija por hogar. Actualmente la empresa es una filial de Tracfone Wireless de Verizon.

## Servicios
Los clientes pueden solicitar el servicio a través de la página web SafeLink, por fax o por correo. Los participantes elegibles reciben al menos 1,000 minutos de conversación nacional, mensajes de texto ilimitados y una cantidad fija de datos cada mes; Los detalles varían según el estado. Las unidades de servicio podrían transferirse al próximo mes, dependiendo del plan utilizado. Si el cliente excede la asignación, no hay servicio hasta el comienzo del próximo mes a menos que el cliente compre más unidades. El cliente puede usar tarjetas de tiempo aire TracFone, incluidas promociones para minutos de bonificación gratis.

## Planes
La compañía ofrece una serie de planes gratuitos a sus consumidores:
- Plan de 1,000 minutos mensuales gratis, mensajes de texto ilimitados, datos de 3 GB. La desventaja es que los minutos no pasan al mes siguiente. Disponible en todos los estados donde actualmente opera el proveedor, excepto California.

- Plan de minutos mensual gratuito ilimitado, mensajes SMS ilimitados, datos de 1GB. Este es el plan California Lifeline de la compañía.[2]

## Productos
SafeLink ofrece teléfonos celulares y teléfonos inteligentes usualmente de Motorola, Nokia, LG y Kyocera, principalmente para los nuevos consumidores quienes tienen la decisión. También existe otra opción en donde el usuario puede actualizar el modelo de su teléfono móvil siendo un beneficio mayor.